# Błoto (zawiesina)

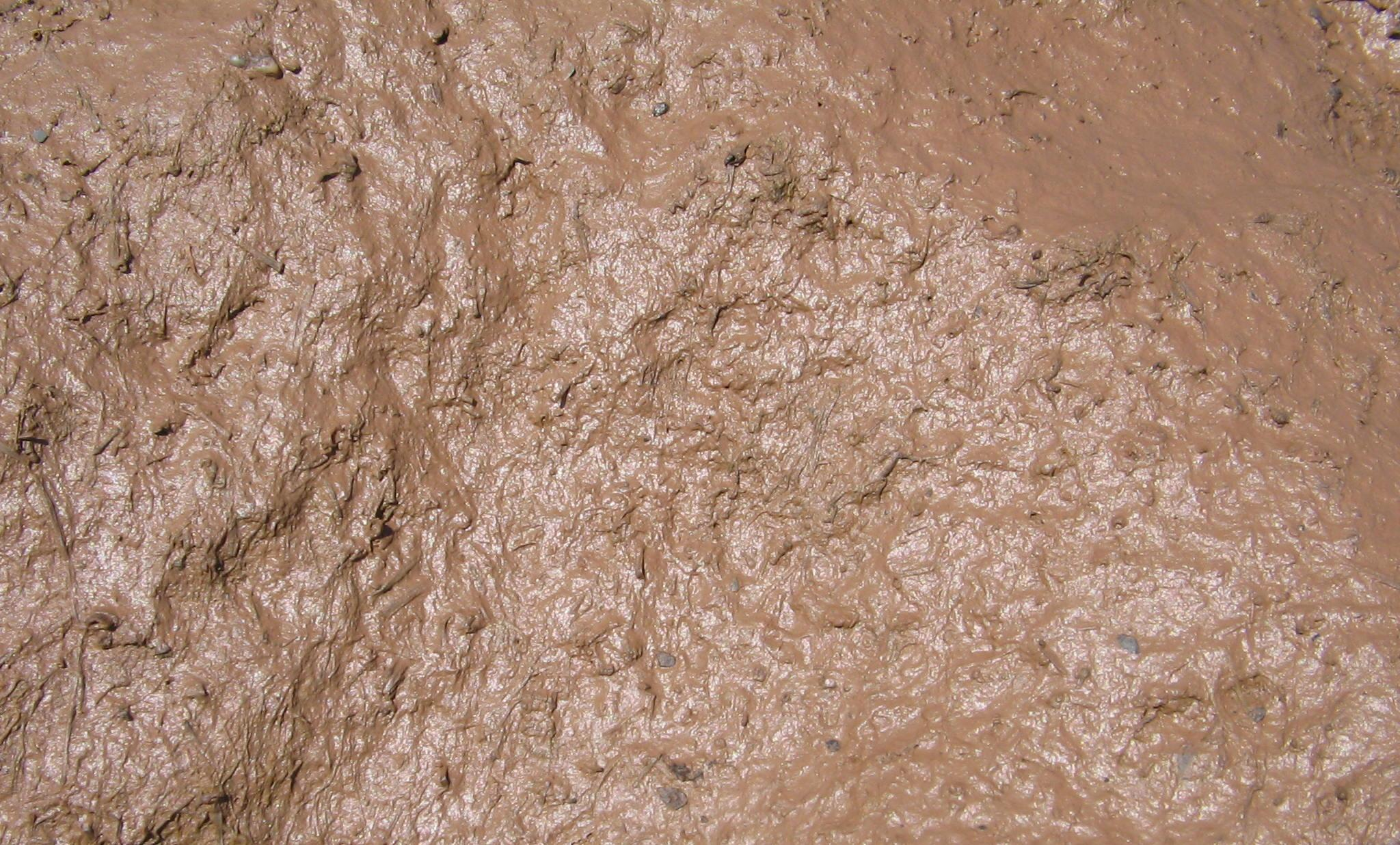
Powierzchnia błota

Błoto – zawiesina koloidalna zawierająca mieszaninę cząstek gleby, mułu i gliny.
Rozróżnia się wiele rodzajów błota w zależności od składu, dominującej frakcji lub lokalizacji. Błoto może tworzyć się w sposób naturalny w zagłębieniach (wulkan błotny) lub na skutek działalności człowieka (błoto pośniegowe). Błota w sposób naturalny powstają w zakolach bądź estuariach rzecznych oraz we wszystkich miejscach, gdzie drobne frakcje skał osadowych mogą być obficie uwodnione. Błota mogą występować okresowo w czasie dostępności wody, a po jej wyparowaniu lub wsiąknięciu zanikają.
Niektóre błota ze względu na rozpuszczone cenne minerały (fango) mają zastosowanie w lecznictwie.
Błoto zsuwające się ze zbocza podczas opadów deszczu powoduje spłukiwanie zboczy, które w ekstremalnej formie może tworzyć lawinę błotną. Gdy błoto jest utworzone przez popiół wulkaniczny, nazywana jest laharem.
Aluwialne, deluwialne lub pojeziorne siedliska, na których odkłada się błoto, w zależności od budującego je materiału i proporcji okresu zalewu i przesuszenia, mogą przybierać formę m.in. gytiowiska, namuliska lub mułowiska.